# Gruszczyn (powiat kozienicki)
Gruszczyn – wieś sołecka w Polsce położona w województwie mazowieckim, w powiecie kozienickim, w gminie Magnuszew.
| SIMC    | Nazwa          | Rodzaj    |
| ------- | -------------- | --------- |
| 0628738 | Gruszczynek    | część wsi |
| 0628744 | Nowy Gruszczyn | część wsi |

Wieś szlachecka  Kruszczyno położona była w drugiej połowie XVI wieku w powiecie wareckim  ziemi czerskiej województwa mazowieckiego. Dwór w Gruszczynie nad Wisłą odrestaurowano i doposażono kosztem Izabeli z Czartoryskich Lubomirskiej, która sprzedała dobra Gruszczyn przed 1806.
W latach 1975–1998 miejscowość należała administracyjnie do województwa radomskiego.
Wierni kościoła rzymskokatolickiego należą do parafii św. Rocha w Mniszewie.